# Порт-де-ла-Шапель (станция метро)
Порт-де-ля-Шапель (фр. Porte de la Chapelle) — станция линии 12 Парижского метрополитена, расположенная в XVIII округе Парижа. Названа по развязке с Периферик (бывшим воротам стены Тьера).

## История
- Станцию открыли 23 августа 1916 года в конце пускового участка Жюль Жоффрен — Порт де ля Шапель тогда ещё линии А компании Север-Юг. В 1931 году станция вошла непосредственно в состав Парижского метрополитена как часть линии 12. До 18 декабря 2012 года станция являлась конечной на линии, а за три дня до продления линии стала доступна пересадка на линию трамвая № 3b.
- Пассажиропоток по станции по входу в 2011 году, по данным RATP, составил 3 431 552 человек[1]. В 2013 году этот показатель снизился до 2 905 144 пассажиров (186 место по уровню входного пассажиропотока в Парижском метро)[2]

## Путевое развитие
Имеются съезды между крайними и средним путём с обеих сторон от станции.

## Галерея

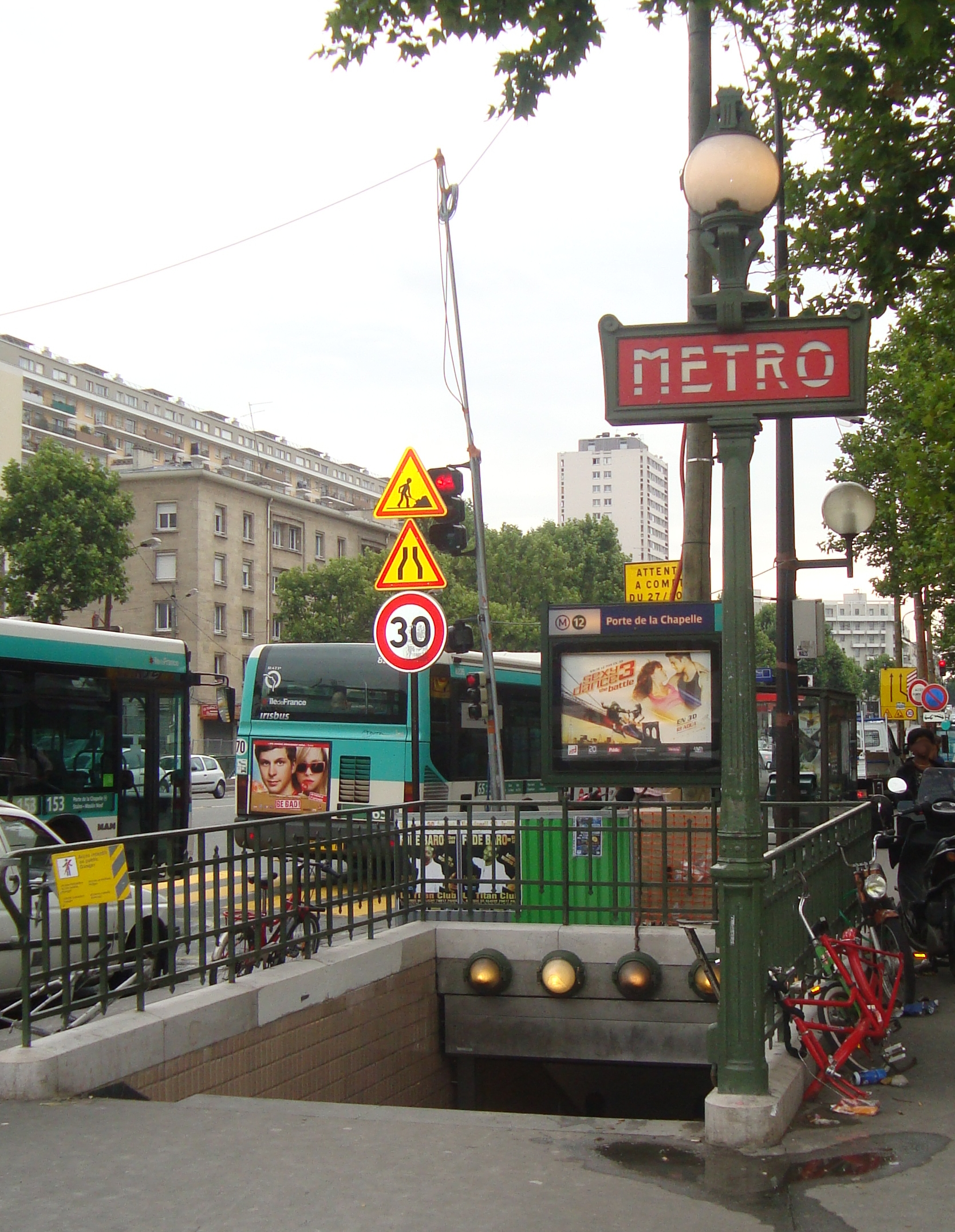
Лестничный сход
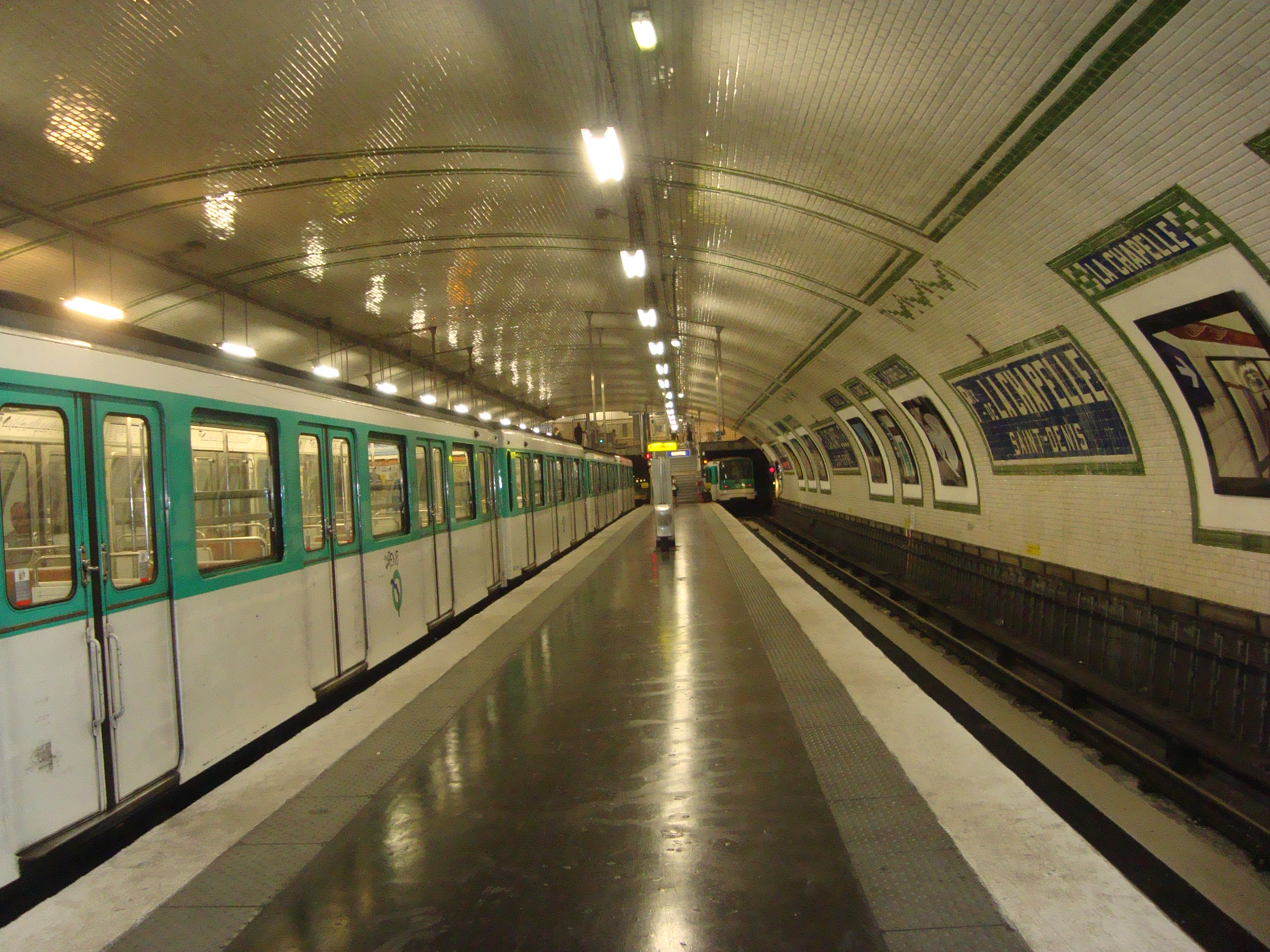
Состав модели MF 67 на станции